# Harry E. Hull

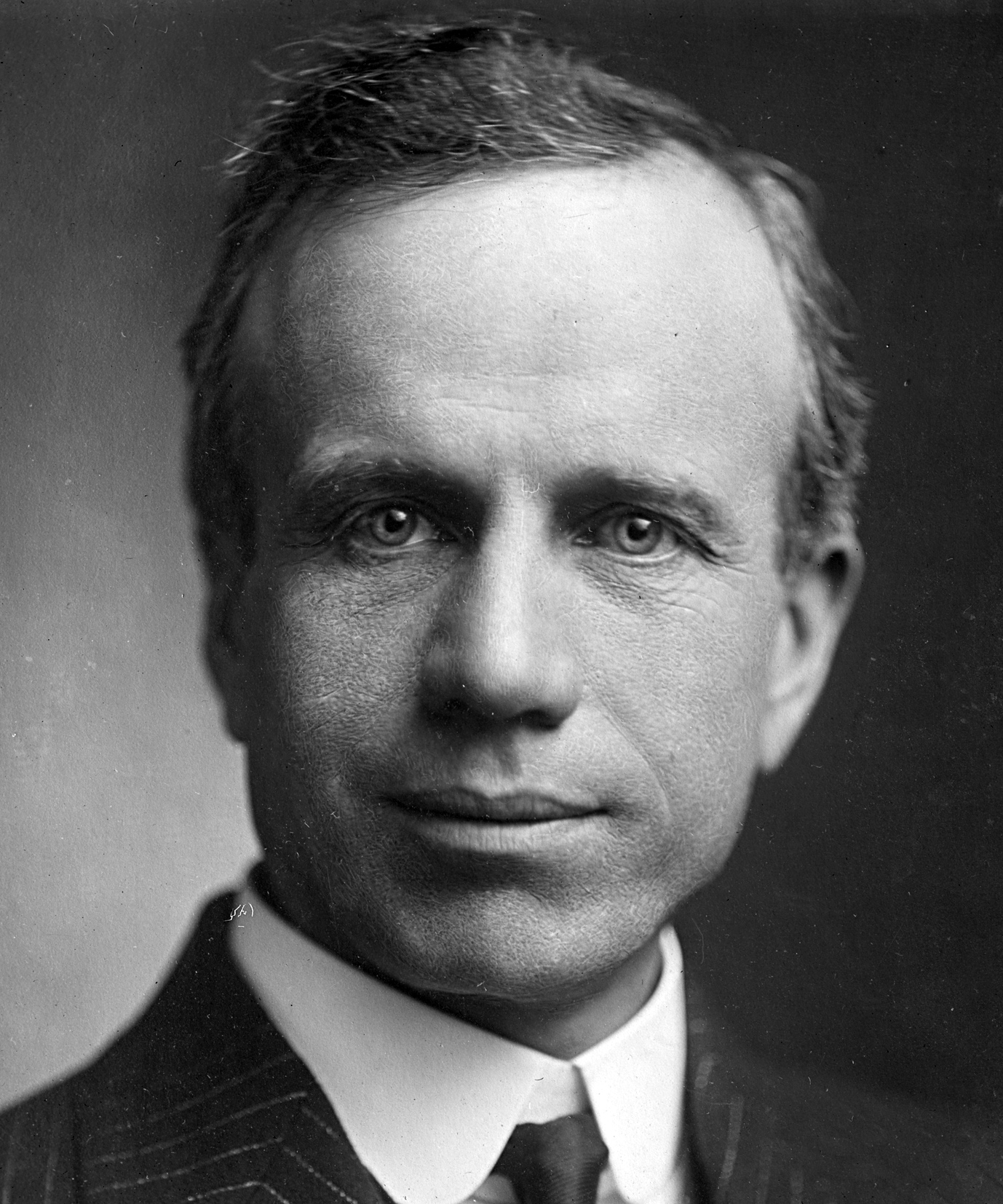
Harry E. Hull

Harry Edward Hull (* 12. März 1864 bei Belvidere, Allegany County, New York; † 16. Januar 1938 in Washington, D.C.) war ein US-amerikanischer Politiker. Zwischen 1915 und 1925 vertrat er den Bundesstaat Iowa im US-Repräsentantenhaus.

## Werdegang
Im Jahr 1873 zog Harry Hull mit seinen Eltern nach Cedar Rapids in Iowa. Dort besuchte er die öffentlichen Schulen. Danach arbeitete er als Angestellter und Buchhalter bei einer Firma, die im Getreidehandel tätig war. Im Jahr 1883 zog Hull zunächst nach Palo und dann im Jahr 1884 nach Williamsburg, wo er selbst im Getreidehandel tätig wurde. Außerdem war er an der Herstellung von Bausteinen und Ziegeln beteiligt. Politisch war Hull Mitglied der Republikanischen Partei. Zwischen 1887 und 1889 war er Mitglied im Stadtrat von Williamsburg; von 1889 bis 1901 amtierte er als Bürgermeister dieser Stadt. Danach war er dort von 1901 bis 1914 als Posthalter tätig. Er war zwischen 1900 und 1915 auch Präsident des Messeausschusses (Fair Association). Außerdem war er Präsident der Williamsburg Telephone Co.
Bei den Kongresswahlen des Jahres 1914 wurde Hull im zweiten Distrikt von Iowa in das US-Repräsentantenhaus in Washington gewählt, wo er am 4. März 1915 die Nachfolge des Demokraten Henry Vollmer antrat. Nach vier Wiederwahlen konnte er bis zum 3. März 1925 fünf Legislaturperioden im Kongress absolvieren. In diese Zeit fiel der Erste Weltkrieg. Außerdem wurden damals der 18. und der 19. Verfassungszusatz verabschiedet. Dabei ging es um das Prohibitionsgesetz und die Einführung des bundesweiten Frauenwahlrechts. Im Jahr 1924 wurde Hull von seiner Partei nicht mehr für eine weitere Legislaturperiode nominiert.
Nach seinem Ausscheiden aus dem Kongress wurde Harry Hull von US-Präsident Calvin Coolidge zum Einwanderungsbeauftragten der Bundesregierung (Commissioner General of Immigration) ernannt. Dieses Amt bekleidete er zwischen 1925 und 1933. Danach zog er sich in den Ruhestand zurück, den er in der Bundeshauptstadt Washington verbrachte. Dort ist er am 16. Januar 1938 auch verstorben. Er wurde in Williamsburg beigesetzt.